# Zbigniew Grzesiak (piłkarz)
Zbigniew Adam Grzesiak (ur. 22 lutego 1965 w Trawnikach) – polski piłkarz grający na pozycji napastnika, trener. Dwukrotny mistrz Polski i zdobywca Pucharu Polski w barwach Legii Warszawa. Trener m.in. Lublinianki i Orląt Radzyń Podlaski.